# Psychotria brachyantha
Psychotria brachyantha är en måreväxtart som beskrevs av William Philip Hiern. Psychotria brachyantha ingår i släktet Psychotria och familjen måreväxter. Inga underarter finns listade i Catalogue of Life.